# Macrocneme iole
Macrocneme iole är en fjärilsart som beskrevs av Druce 1884. Macrocneme iole ingår i släktet Macrocneme och familjen björnspinnare. Inga underarter finns listade i Catalogue of Life.